# 道峰
71°3′S 163°4′E / 71.050°S 163.067°E
道峰（英語：Dow Peak），是南極洲的山峰，位於維多利亞地的彭內爾海岸，屬於鮑爾斯山脈的一部分，由新西蘭探險隊命名，現時由南極條約體系管理。